# Baerle-Duc
Ne doit pas être confondu avec Bar-le-Duc.
Baerle-Duc (prononcé [baʁl dyk] ; en néerlandais : Baarle-Hertog) est une commune néerlandophone de Belgique située en Région flamande dans la province d’Anvers et située partiellement dans la province néerlandaise du Brabant-Septentrional. Elle se caractérise par le fait unique qu’une partie de son territoire est enclavé en territoire néerlandais, enchevêtré en parcelles discontinues dans la commune néerlandaise de Baerle-Nassau (en néerlandais : Baarle-Nassau). 
Baerle-Duc et la commune néerlandaise de Baerle-Nassau forment le village de Baerle (en néerlandais : Baarle). Baerle-Duc appartient également au canton judiciaire d'Arendonk (nl) et au canton électoral de Hoogstraten (nl).

## Héraldique
|  | La commune possède des armoiries qui lui ont été octroyées le 6 octobre 1819 et confirmées le 4 septembre 1910 et à nouveau le 10 mai 1995. Elles montrent le saint patron du village, Saint Remi. Le saint a également été montré sur les sceaux de 1718 et 1723. Le village de Baarle-Hertog est une enclave située aux Pays-Bas, avec 21 zones distinctes réparties dans et autour du village jumeau de Baarle-Nassau. La majeure partie de la commune se trouve cependant en Belgique proprement dite. Les couleurs sont les couleurs nationales néerlandaises, comme en 1813 le maire a introduit la demande sans indiquer les couleurs. Les armoiries ont donc été attribuées aux couleurs nationales néerlandaises. Lorsque les armoiries ont été confirmées après l'indépendance de la Belgique, les couleurs n'ont pas été changées. Blasonnement : D'azur à un Saint Remigius soutenu d'une terrasse isolée, le tout d'or. Source du blasonnement : Heraldy of the World. |

## Démographie
- Source : DGS - Remarque : 1806 jusqu'à 1981=recensement ; depuis 1990=nombre d'habitants chaque 1er janvier[2]

## Géographie

### Communes limitrophes
|                                  | Baerle-Nassau (P-B) |                     |
| Hoogstraten, Baerle-Nassau (P-B) | Baerle-Duc          | Baerle-Nassau (P-B) |
|                                  | Merksplas           | Turnhout            |

### Enclaves

Carte du centre du village de Baerle, mettant en évidence une partie des enclaves des deux pays. Les zones coloriées en jaune sont belges (16 enclaves distinctes numérotées de à), les autres néerlandaises (dont 7 enclaves à l’intérieur des deux principales enclaves belges numérotées de à).

La commune de Baerle-Duc possède un territoire particulièrement fragmenté ; lors des discussions sur la frontière entre la Belgique et les Pays-Bas en 1843, les deux parties ne purent se mettre d’accord sur un tracé global dans cette zone. Le traité de Maastricht de 1843 ne définissait donc pas la frontière entre les deux pays entre les bornes 214 et 215. On se fonda alors sur un relevé cadastral, établi en 1841, qui établissait la nationalité de chaque parcelle en fonction de diverses ventes et d’échanges de terrains conclus dans le passé entre les seigneurs de Bréda et les ducs de Brabant. Ce relevé correspond approximativement à la répartition des terres en 1198. En général, les espaces bâtis et cultivés appartenaient plutôt aux ducs et le reste aux seigneurs. Il en résulta 30 enclaves : 22 enclaves belges dans les Pays-Bas et 8 enclaves néerlandaises en Belgique. 
Le « trou » entre les bornes 214 et 215 ne fut fermé officiellement que le 26 avril 1974 par un accord entre les deux pays, signé à Turnhout. Mais une parcelle qui n'était assignée à aucun pays fut encore découverte au sud d'Ulicoten. Elle fut dévolue à la Belgique, comme 22e enclave, en 1995.
En conséquence, la commune de Baerle-Duc est donc composée :
- de 16 enclaves dans le centre du village de Baerle, à plusieurs kilomètres au nord de la frontière belgo-néerlandaise principale ;
- de 6 autres enclaves, toujours à l’intérieur du village néerlandais de Baerle-Nassau, mais disséminées plus au sud, sud-ouest et ouest, entre le centre du village de Baerle et la frontière ;
- d’une partie contiguë au reste de la Belgique, située sur la bande frontalière avec les Pays-Bas. Cette partie n’est pas non plus d’un seul tenant, puisque composée de 4 fragments distincts répartis le long de cette frontière. L’un d’eux comprend le hameau de Zondereigen.

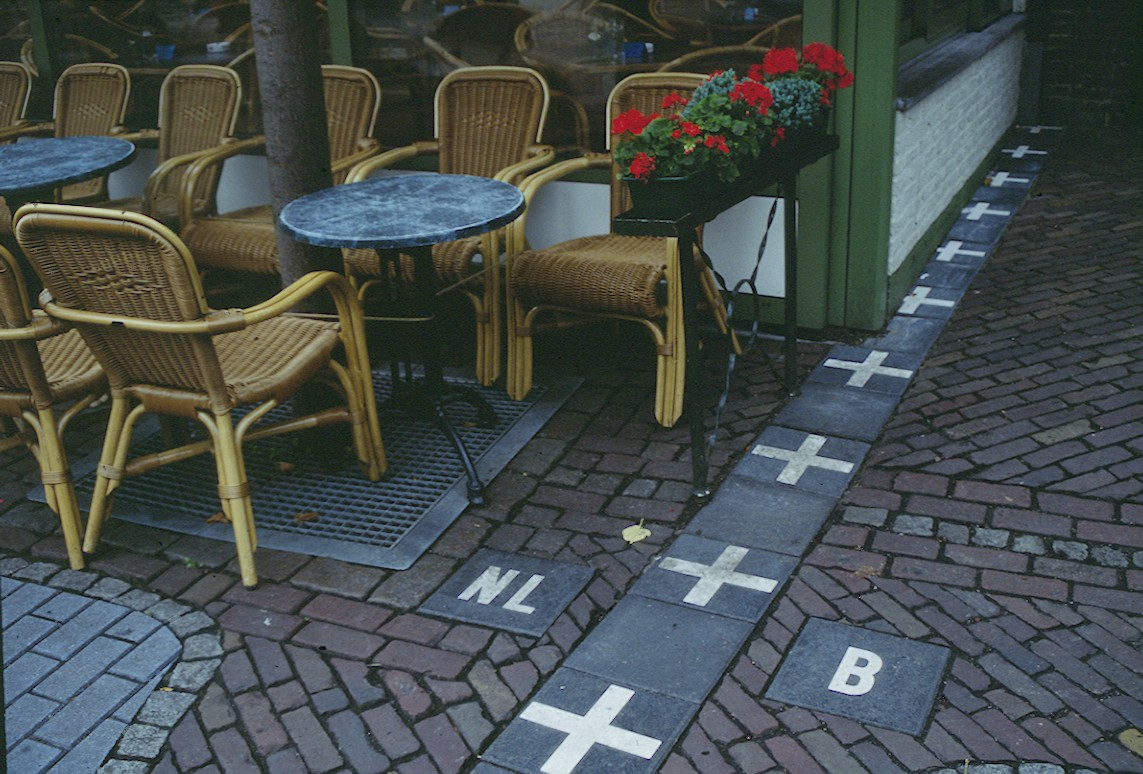
La frontière entre Belgique et Pays-Bas dans un café de Baerle-Nassau.

Réciproquement, sept des enclaves néerlandaises sont situées à l’intérieur même des enclaves belges de Baerle ; la huitième étant localisée dans le village de Zondereigen.
La taille de ces enclaves varie. Certaines ne sont composées que d’une parcelle de terrain de quelques dizaines de mètres carrés de superficie. Dans Baerle, il n’est pas rare de trouver des maisons divisées par les frontières et qui s’étendent à cheval sur les deux pays. D'ailleurs, la nationalité de chaque maison se base souvent sur la position de leur porte d'entrée que celle-ci donne sur le territoire néerlandais ou le territoire belge. Cette nationalité détermine le pays qui leur fournira des services d’utilité publique (téléphone et électricité). Certaines d'entre elles ont vu le positionnement de leur porte d'entrée changé par leurs propriétaires pour des raisons fiscales. Il existe même à Loveren une maison qui porte deux numéros car sa porte d'entrée est traversée de part en part par la frontière,. 
Il arrive même que les restaurateurs situés sur la frontière changent la position de leur table durant la journée afin bénéficier de l'heure d'ouverture et de fermeture la plus avantageuse dans chaque pays.
On note également un « quadripoint », un point où aboutissent quatre lignes frontalières, entre les enclaves H1 et H2. Il n’en existe actuellement qu'un autre dans le monde.

#### Enclaves néerlandaises
Elles font toutes partie de la commune de Baerle-Nassau.
| Numéro de série. et nom local                  | Superficie (ha) | Remarques |
| ---------------------------------------------- | --------------- | --- |
| N1, De Loversche Akkers - De Tommelsche Akkers | 5,3667          | Contre-enclave entourée d'exclave belge H1, à Baerle-Duc ; contient un mélange de logements et de terres agricoles ; la limite de N1 et H1 traverse un bâtiment.        |
| N2, De Tommelsche Akkers                       | 1,3751          | Contre-enclave entourée d'exclave belge H1, à Baerle-Duc ; contient 8 logements.                                                                                        |
| N3, De Tommelsche Akkers                       | 0,2863          | Contre-enclave entourée d'exclave belge H1, à Baerle-Duc ; limite de N3 et H1 bissecte le quai de chargement d'un magasin d'alcools.                                    |
| N4, De Rethsche Akkers                         | 1,2324          | Contre-enclave entourée d'exclave belge H1, à Baerle-Duc ; les limites de N4 et H1 traversent un entrepôt, avec un terrain hollandais vacant à l'arrière de l'entrepôt. |
| N5, De Rethsche Akkers                         | 1,9212          | Contre-enclave entourée d'exclave belge H1, à Baerle-Duc ; la limite de N5 et H1 traverse une salle d'exposition de meubles, un hangar et une grange.                   |
| N6, Gierle Straat                              | 1,4527          | Contre-enclave entourée d'exclave belge H1, à Baerle-Duc ; se compose de terres agricoles avec deux bâtiments.                                                          |
| N7, De Kastelein                               | 0,5812          | Contre-enclave entourée de l'enclave belge Oordeel H8, à Baerle-Duc ; occupe une partie d'un champ.                                                                     |
| N8, Vossenberg                                 | 2,8528          | Enclave de terres agricoles située à Zondereigen, en Belgique, à moins de 50 mètres au sud de la frontière néerlandaise.                                                |

#### Enclaves belges
Elles font toutes partie de la commune de Baerle-Duc et sont entourées par la commune de Baerle-Nassau (Pays-Bas).
| Numéro de série. et nom local | Superficie (ha) | Remarques |
| --- | --------------- | --- |
| H1, Aen het Klooster Straetje - Hoofdbraek - Loveren - De Boschcovensche Akkers - De Loversche Akkers - De Tommelsche Akkers - De Tommel - De Gierle Straat - De Reth - De Rethsche Akkers - Het Dorp - De Kapel Akkers - De Kastelein | 153,6448        | Forme un quadripoint avec l'enclave H2; la plus grande exclave belge ; englobe six enclaves hollandaises ; se compose de logements pour la plupart, avec des terres agricoles périphériques et une zone industrielle ; la frontière traverse de nombreux bâtiments ; contient une partie de l'ancienne ligne ferroviaire Turnhout-Tilbourg, aujourd'hui une piste cyclable. |
| H2, De Rethsche Akkers | 2,4116          | Consiste en terres agricoles avec un seul point de connexion (quadripoint) entre les enclaves H1 et H2 au milieu d'un champ de maïs. |
| H3, De Rethsche Akkers | 0,3428          | Occupe une partie d'un champ ; la frontière traverse un hangar dans un cas. |
| H4, De Rethsche Akkers | 1,476           | Se compose de terres agricoles ; la frontière traverse une maison et trois hangars. |
| H5, De Kapel Akkers | 0,9245          | Se compose de terres agricoles avec une habitation. |
| H6, Hoofdbraek | 1,7461          | Utilisation mixte des terres ; la frontière traverse un entrepôt / une usine. |
| H7, De Loversche Akkers | 0,2446          | La frontière traverse deux logements, dont le milieu d'une porte d'entrée (ce qui lui donne deux numéros de maison : Loveren 2, Baerle-Duc / Loveren 19, Baerle-Nassau). |
| H8, Boschcoven - De Kastelein - De Oordelsche Straat | 41,8781         | La deuxième plus grande enclave belge, contient un mélange de logements et de terres agricoles ; la frontière traverse une grange, une habitation et deux commerces. |
| H9, De Kapel Akkers | 0,4005          | La frontière traverse une imprimerie / un entrepôt dans une zone industrielle. |
| H10, De Oordelsche Straat | 0,65            | Se compose de terres agricoles. |
| H11, De Oordelsche Straat | 0,93            | Se compose de terres agricoles. |
| H12, Boschcoven | 0,2822          | Se compose de terres agricoles. |
| H13, Boschcoven | 1,5346          | La frontière traverse une vingtaine de logements. |
| H14, Boschcoven | 0,7193          | La frontière traverse environ 13 logements. |
| H15, Boschcoven | 1,7211          | La frontière traverse environ 16 logements. |
| H16, Keizershoek - Oordelsche Straat | 4,4252          | La frontière traverse une maison et trois hangars, la frontière linéaire changeant de direction trois fois à l'intérieur d'un seul hangar. |
| H17, Moleriet Heide | 14,9248         | Zone rurale contenant une partie de l'ancienne ligne ferroviaire Turnhout-Tilbourg, aujourd'hui une piste cyclable. |
| H18, De Manke Gooren | 2,9247          | Se compose de terres agricoles. |
| H19, De Peruiters | 0,6885          | Se compose de plusieurs étangs et d'un champ. |
| H20, Wurstenbosch - Vossenberg | 1,1681          | Se compose de terres agricoles. |
| H21, Baelbrugsche Beemden | 1,1845          | Se compose de terres agricoles. |
| H22, De Wit Hagen | 0,2632          | Au sud du village d'Ulicoten ; occupe une partie d'un champ ; la nationalité a été contestée depuis les années 1830 jusqu'en 1995 (n'est restée attribuée à aucun des deux pays dans le traité frontalier du 26 avril 1974) |

## Histoire

### Contestations et tractations
Les enclaves sont antérieures à la séparation de la Belgique et des Pays-Bas (voir l'historique des enclaves de Baerle). De tout temps, la situation particulière de la commune a bien évidemment entraîné de multiples difficultés, complications et tracasseries. Déjà au XVIIIe siècle, par exemple, un habitant fut contraint de modifier les portes de sa grange, car en s’ouvrant elles se trouvaient sur les terres des Nassau.
Il y eut donc plusieurs tentatives de supprimer les enclaves ou d’en réduire l’éparpillement. Ces tentatives n’aboutirent jamais, même lorsque les deux territoires appartenaient au même pays. Ce fut notamment le cas à l’époque des Provinces-Unies, où les deux communes faisaient partie du même État mais pas de la même province. En 1875, une commission bilatérale fut créée, qui proposa de faire passer Castelré et Ulicoten sous souveraineté belge, tandis que Baerle reviendrait aux Pays-Bas. Mais la proposition fut rejetée par le parlement belge en 1893 et la procédure de ratification fut arrêtée aux Pays-Bas en 1897.
La souveraineté belge sur certaines enclaves contestées fut confirmée par la Cour internationale de justice en 1959, à la suite d’une plainte déposée par un marchand de chevaux.
En 1944, l’occupant allemand réunit provisoirement Baerle-Duc à la Hollande en matière monétaire.
L’année 1954 connut une « guerre du lait », lorsque la laiterie locale devint néerlandaise et que les éleveurs belges se plaignirent d'obtenir un tarif moindre à celui qu'ils pouvaient espérer sur le marché de leur pays. Comme la laiterie refusa d'augmenter pour eux son prix d'achat, ils durent se tourner vers une autre en Belgique.
Un remesurage des parcelles aboutit le 31 octobre 1995 à un traité belgo-néerlandais sur les frontières définitives, qui n’amène que quelques retouches mineures par rapport à la situation antérieure[réf. non conforme].
Si des difficultés subsistent, elles sont moins vives que par le passé en raison notamment de la construction européenne. La naissance de l'euro a durablement donné une unité monétaire à la zone, mettant fin à la cohabitation entre franc belge et florin néerlandais. La situation peut également présenter des avantages : en 1914, Baerle-Duc n’a pas été occupée par les troupes allemandes, qui ne souhaitaient pas violer la neutralité néerlandaise. Et aujourd’hui, les avantages touristiques sont évidents et constituent une raison supplémentaire pour les habitants de défendre le statu quo.

## Population et société

### Personnalités liées à la commune
- Le peintre flamand Petrus Christus (vers 1410 – vers 1475) est natif de Baerle-Duc.
- L’actrice de publicité Marie Rudien et son compagnon l’animateur de télévision Thomas Birenz sont nés et ont grandi dans cette ville.